# Чехия на летних Олимпийских играх 2024

## Медали
| Медаль | Спортсмен(ы)                                 | Вид спорта                  | Дисциплина                     | Дата       |
| ------ | -------------------------------------------- | --------------------------- | ------------------------------ | ---------- |
| Золото | Томаш Махач Катерина Синякова                | Теннис                      | Смешанный парный турнир        | 2 августа  |
| Золото | Мартин Фукса                                 | Гребля на байдарках и каноэ | Каноэ-одиночки, 1000 метров    | 9 августа  |
| Золото | Йосеф Досталь                                | Гребля на байдарках и каноэ | Байдарки-одиночки, 1000 метров | 10 августа |
| Бронза | Иржи Беран Якуб Юрка Мартин Рубеш Михал Чупр | Фехтование                  | Командная шпага                | 2 августа  |
| Бронза | Никола Огродникова                           | Лёгкая атлетика             | Метание копья                  | 10 августа |

| Вид спорта                  | 1 | 2 | 3 | Всего |
| Гребля на байдарках и каноэ | 2 | 0 | 0 | 2     |
| Теннис                      | 1 | 0 | 0 | 1     |
| Лёгкая атлетика             | 0 | 0 | 1 | 1     |
| Фехтование                  | 0 | 0 | 1 | 1     |
| Всего                       | 3 | 0 | 2 | 5     |

| Медали по датам | Медали по датам | Медали по датам | Медали по датам | Медали по датам | Медали по датам |
| --------------- | --------------- | --------------- | --------------- | --------------- | --------------- |
| Дата            | 1               | 2               | 3               |                 |                 |
| 2 августа       | 1               | 0               | 1               | 2               |                 |
| 9 августа       | 1               | 0               | 0               | 1               |                 |
| 10 августа      | 1               | 0               | 1               | 2               |                 |
| Всего           | 3               | 0               | 2               | 5               |                 |

| Медали по полу | Медали по полу | Медали по полу | Медали по полу | Медали по полу |
| -------------- | -------------- | -------------- | -------------- | -------------- |
| Пол            | 1              | 2              | 3              | Всего          |
| Мужчины        | 2              | 0              | 1              | 3              |
| Женщины        | 0              | 0              | 1              | 1              |
| Микст          | 1              | 0              | 0              | 1              |
| Всего          | 3              | 0              | 2              | 5              |

## Квалификация
| № п/п | Вид спорта                  | Мужчины        | Мужчины                | Женщины        | Женщины                | Всего          | Всего                  |
| № п/п | Вид спорта                  | Завоевано квот | Количество спортсменов | Завоевано квот | Количество спортсменов | Завоевано квот | Количество спортсменов |
| ----- | --------------------------- | -------------- | ---------------------- | -------------- | ---------------------- | -------------- | ---------------------- |
| 1     | Академическая гребля        | 1              | 2                      | 2              | 4                      | 3              | 6                      |
| 2     | Бадминтон                   | 2              | 3                      | 1              | 1                      | 3              | 4                      |
| 3     | Велоспорт                   | 5              | 4                      | 4              | 3                      | 9              | 7                      |
| 4     | Спортивная гимнастика       |                |                        | 1              | 1                      | 1              | 1                      |
| 5     | Гольф                       |                |                        | 2              | 2                      | 2              | 2                      |
| 6     | Гребля на байдарках и каноэ | 8              | 7                      | 5              | 4                      | 13             | 11                     |
| 7     | Дзюдо                       | 2              | 2                      | 1              | 1                      | 3              | 3                      |
| 8     | Конный спорт                | 2              | 2                      |                |                        | 2              | 2                      |
| 9     | Лёгкая атлетика             | 16             | 17                     | 13             | 13                     | 30             | 30                     |
| 10    | Настольный теннис           |                |                        | 1              | 1                      | 1              | 1                      |
| 11    | Парусный спорт              |                |                        | 2              | 3                      | 2              | 3                      |
| 12    | Плавание                    | 4              | 3                      | 6              | 2                      | 10             | 5                      |
| 13    | Пляжный волейбол            | 1              | 2                      | 1              | 2                      | 2              | 4                      |
| 14    | Современное пятиборье       | 2              | 2                      | 2              | 2                      | 4              | 4                      |
| 15    | Спортивное скалолазание     | 1              | 1                      |                |                        | 1              | 1                      |
| 16    | Стрельба                    | 9              | 7                      | 3              | 2                      | 14             | 9                      |
| 17    | Стрельба из лука            | 1              | 1                      | 1              | 1                      | 2              | 2                      |
| 18    | Теннис                      | 3              | 3                      | 6              | 4                      | 10             | 7                      |
| 19    | Триатлон                    |                |                        | 1              | 1                      | 1              | 1                      |
| 20    | Тхэквондо                   |                |                        | 2              | 2                      | 2              | 2                      |
| 21    | Тяжёлая атлетика            | 1              | 1                      |                |                        | 1              | 1                      |
| 22    | Фехтование                  | 5              | 5                      |                |                        | 5              | 5                      |
|       | ИТОГО                       | 63             | 62                     | 54             | 49                     | 121            | 111                    |

## Состав команды
Академическая гребля
1. Иржи Шиманек
2. Мирослав Враштил
3. Павлина Фламикова[англ.]
4. Радка Новотникова[англ.]
5. Анна Сантруцкова[англ.]
6. Ленка Лукшова

 Бадминтон
1. Ян Лоуда[англ.]
2. Ондржей Крал[англ.]
3. Адам Мендрек[англ.]
4. Тереза Швабикова[англ.]

Велоспорт
 Шоссейный велоспорт
1. Матриас Вацек[англ.]
2. Юлия Копецки[англ.]

 Трековый велоспорт
1. Денис Руговац[англ.]
2. Ян Вонеш[англ.]

 Маунтинбайк
1. Ондржей Цинк
2. Адела Голубова[англ.]

 BMX-фристайл
1. Ивета Мицулычова[англ.]

Гимнастика
 Спортивная гимнастика
1. Соня Артамонова[англ.]

 Гольф
1. Клара Шпилкова[англ.]
2. Сара Коускова[англ.]

Гребля на байдарках и каноэ
 Гребля на гладкой воде
1. Йосеф Досталь
2. Якуб Шпикар[англ.]*
3. Даниэль Гавел
4. Мартин Фукса
5. Петр Фукса[англ.]
6. Анешка Палудова[англ.]

 Гребной слалом
1. Иржи Прскавец
2. Лукаш Роган
3. Антония Галушкова[англ.]
4. Габриэла Саткова[англ.]
5. Тереза Фишерова[англ.]

 Дзюдо
1. Давид Кламмерт[англ.]
2. Лукаш Крпалек
3. Рената Захова

 Конный спорт
1. Мирослав Трунда[англ.]
2. Мирослав Пржигода[англ.]

 Лёгкая атлетика
1. Ондржей Мацик[англ.]
2. Эдуард Кубелик[англ.]
3. Томаш Немейц[англ.]
4. Матей Крсек[англ.]
5. Якуб Дудыха[англ.]
6. Вит Мюллер[англ.]
7. Томаш Хабарта[англ.]
8. Вит Главач[англ.]
9. Ян Штефела[англ.]
10. Давид Голы[англ.]
11. Матей Шчерба[англ.]
12. Радек Юшка
13. Петр Мейндльшмид[англ.]
14. Томаш Станек
15. Патрик Гаек[англ.]
16. Володимир Мыслывчик[англ.]
17. Якуб Вадлейх
18. Каролина Манасова[англ.]
19. Лурдес Глория Мануэль[англ.]
20. Тереза Петржилкова[англ.]
21. Лада Вондрова[англ.]
22. Кристина Саcинек Мяки[англ.]
23. Николета Йихова[англ.]
24. Моира Стевартова[англ.]
25. Тереза Грохова[англ.]
26. Элишка Мартинкова[англ.]
27. Михаэла Грубая
28. Амалия Швабикова[англ.]
29. Никола Огродникова
30. Петра Cичакова[англ.]

 Настольный теннис
1. Хана Мателова[англ.]

 Парусный спорт
1. Катерина Швикова[англ.]
2. София Бурска[англ.]
3. Сара Ткадлецова[англ.]

 Плавание
1. Даниэль Грацик[англ.]
2. Мирослав Кнедла[англ.]
3. Мартин Страка
4. Барбора Симанова
5. Кристина Горска[англ.]

 Пляжный волейбол
1. Ондрей Перушич
2. Давид Швайнер
3. Барбора Германнова[англ.]
4. Мари-Сара Штохлова[англ.]

 Современное пятиборье
1. Мартин Влах[англ.]
2. Марек Гриц[англ.]
3. Люси Главачкова[англ.]
4. Вероника Новотна[англ.]

 Спортивное скалолазание
1. Адам Ондра

 Стрельба
1. Пётр Нимбурски[англ.]
2. Иржи Прживратски[англ.]
3. Франтишек Сметана[англ.]
4. Мартин Подграски[англ.]
5. Матей Рампула[англ.]
6. Иржи Липтак
7. Якуб Томечек
8. Вероника Блажичкова[англ.]
9. Барбора Шумова

 Стрельба из лука
1. Адам Ли[англ.]
2. Мария Горачкова

 Теннис
1. Томаш Махач
2. Якуб Меншик
3. Адам Павласек
4. Каролина Мухова
5. Барбора Крейчикова
6. Катерина Синякова
7. Линда Носкова

 Триатлон
1. Петра Куржикова[англ.]

 Тхэквондо
1. Доминика Хронова[англ.]
2. Петра Штолбова[англ.]

 Тяжёлая атлетика
1. Камиль Кучера[англ.]

 Фехтование
1. Иржи Беран
2. Якуб Юрка
3. Мартин Рубеш
4. Михал Чупр
5. Александр Шупенич

## Академическая гребля
Чехия завоевала две квоты на участие в соревнованиях по академической гребле на Чемпионате мира по академической гребле 2023 года в Белграде, Сербия и одну квоту на Финальной квалификационной регате 2024 года в Люцерне, Швейцария.
Мужчины
| Спортсмен                     | Дисциплина               | Заезд   | Заезд    | Утеш. заезд | Утеш. заезд | Полуфиналы | Полуфиналы | Финалы  | Финалы |
| Спортсмен                     | Дисциплина               | Время   | Место    | Время       | Место       | Время      | Место      | Время   | Место  |
| ----------------------------- | ------------------------ | ------- | -------- | ----------- | ----------- | ---------- | ---------- | ------- | ------ |
| Иржи Шиманек Мирослав Враштил | Двойки парные, легковесы | 6.34,33 | 2 Q SA/B | —           | —           | 6.25,99    | 3 Q FA     | 6.21,00 | 6      |

Женщины
| Спортсмен                           | Дисциплина       | Заезд   | Заезд    | Утеш. заезд | Утеш. заезд | Полуфиналы | Полуфиналы | Финалы  | Финалы |
| Спортсмен                           | Дисциплина       | Время   | Место    | Время       | Место       | Время      | Место      | Время   | Место  |
| ----------------------------------- | ---------------- | ------- | -------- | ----------- | ----------- | ---------- | ---------- | ------- | ------ |
| Павлина Фламикова Радка Новотникова | Двойки распашные | 7.28,23 | 3 Q SA/B | —           | —           | 7.33,68    | 6 Q FB     | 7.10,46 | 10     |
| Анна Сантруцкова Ленка Лукшова      | Двойки парные    | 6.55,16 | 2 Q SA/B | —           | —           | 6.54,76    | 4 Q FB     | 6.49,92 | 8      |

Легенда: FA=Финал А (медали); FB=Финал В; FC=Финал С; FD=Финал D; FE=Финал E; FF=Финал F; SA/B=Полуфиналы A/B; SC/D=Полуфиналы C/D; SE/F=Полуфиналы E/F; QF=Четвертьфиналы; R=Утешительные заезды

## Бадминтон
Чехия завоевала три квоты на участие в олимпийском турнире по бадминтону в соответствии с Олимпийским рейтингом BWF.
Мужчины
| Спортсмен                 | Категория | Группы                                          | Группы                                                     | Группы                                                   | Группы | 1/8 финала           | Четвертьфиналы        | Полуфиналы            | Финал / За 3 место    | Финал / За 3 место    |
| Спортсмен                 | Категория | Соперник Счет                                   | Соперник Счет                                              | Соперник Счет                                            | Место  | Соперник Счет        | Соперник Счет         | Соперник Счет         | Соперник Счет         | Место                 |
| ------------------------- | --------- | ----------------------------------------------- | ---------------------------------------------------------- | -------------------------------------------------------- | ------ | -------------------- | --------------------- | --------------------- | --------------------- | --------------------- |
| Ян Лоуда                  | Одиночный | SGPЛо Кин Ю П 0–2 (13–21, 10–21)                | ESAУриэль Канхура В 2–0 (21–12, 21–10)                     | —                                                        | 2      | завершил выступление | завершил выступление  | завершил выступление  | завершил выступление  | завершил выступление  |
| Ондржей Крал Адам Мендрек | Пары      | KORКан Мин Хёк / Со Сын Чэ П 0–2 (12–21, 17–21) | THACупак Джомкох / Киттинупонг Кедрен П 0–2 (10–21, 13–21) | FRAХристо Попов / Тома Жуниор Попов П 0–2 (18–21, 19–21) | 4      | —                    | завершили выступление | завершили выступление | завершили выступление | завершили выступление |

Женщины
| Спортсмен        | Категория | Группы                                        | Группы                                            | Группы        | Группы | 1/8 финала            | Четвертьфиналы        | Полуфиналы            | Финал / За 3 место    | Финал / За 3 место    |
| Спортсмен        | Категория | Соперник Счет                                 | Соперник Счет                                     | Соперник Счет | Место  | Соперник Счет         | Соперник Счет         | Соперник Счет         | Соперник Счет         | Место                 |
| ---------------- | --------- | --------------------------------------------- | ------------------------------------------------- | ------------- | ------ | --------------------- | --------------------- | --------------------- | --------------------- | --------------------- |
| Тереза Швабикова | Одиночный | UKRПолина Бухрова П 1–2 (19–21, 21–19, 18–21) | INAГрегория Мариска Тунджунг П 0–2 (12–21, 18–21) | —             | 3      | завершили выступление | завершили выступление | завершили выступление | завершили выступление | завершили выступление |

## Велоспорт

### Шоссейные велогонки
Чехия получила  по одному месту в мужской и женской групповых гонках на шоссе согласно рейтингу UCI и по одному месту в мужской и женской индивидуальных гонках с раздельным стартом в результате перераспределения квот.
| Спортсмен     | Дисциплина                 | Время    | Место |
| ------------- | -------------------------- | -------- | ----- |
| Матриас Вацек | Мужчины групповая гонка    | 6:21.25  | 14    |
| Матриас Вацек | Гонка с раздельным стартом | 37.55,62 | 11    |
| Юлия Копецки  | Женщины групповая гонка    | 4:07.00  | 36    |
| Юлия Копецки  | Гонка с раздельным стартом | 44.53,75 | 28    |

### Велотрек
Чехия в соответствии с олимпийским рейтингом UCI завоевала по одному место в мужских личных дисциплинах преследования.
Омниум
| Спортсмен | Дисциплина     | Скрэтч | Скрэтч | Темповая гонка | Темповая гонка | Гонка с выбыванием | Гонка с выбыванием | Гонка по очкам | Гонка по очкам | Всего | Всего |
| Спортсмен | Дисциплина     | Очки   | Место  | Очки           | Место          | Очки               | Место              | Очки           | Место          | Очки  | Место |
| --------- | -------------- | ------ | ------ | -------------- | -------------- | ------------------ | ------------------ | -------------- | -------------- | ----- | ----- |
| Ян Вонеш  | Мужчины омниум | 8      | 17     | 32             | 5              | 14                 | 14                 | 2              | 11             | 56    | 12    |

Мэдисон
| Спортсмены             | Дисциплина      | Очки | Круги | Место |
| ---------------------- | --------------- | ---- | ----- | ----- |
| Денис Руговац Ян Вонеш | Мужчины мэдисон | 12   | 0     | 7     |

### Маунтинбайк
Чехия получила по одному месту в мужские и женские соревнования по маунтинбайку в соответствии с Олимпийским квалификационным рейтингом.
| Спортсмен      | Категория | Время    | Место |
| -------------- | --------- | -------- | ----- |
| Ондржей Цинк   | Мужчины   | 1:32.28  | 25    |
| Адела Голубова | Женщины   | -2 КРУГА | 31    |

### BMX
Фристайл
Франция получила одно место в женские соревнования по BMX-фристайлу по результатам Чемпионата мира UCI 2022 года по городскому велоспорту в Абу-Даби, ОАЭ.
| Спортсмен        | Категория | Квалификация | Квалификация | Квалификация | Квалификация | Финал   | Финал   | Финал            | Финал |
| Спортсмен        | Категория | 1 заезд      | 2 заезд      | Средний балл | Место        | 1 заезд | 2 заезд | Лучший результат | Место |
| ---------------- | --------- | ------------ | ------------ | ------------ | ------------ | ------- | ------- | ---------------- | ----- |
| Ивета Мицулычова | Женщины   | 83,60        | 85,33        | 84,46        | 5            | 82,30   | 8,60    | 82,30            | 6     |

## Гимнастика спортивная
Чехия завоевала на Чемпионате мира по спортивной гимнастике 2023 года в Антверпене, Бельгия одно место в личное многоборье у женщин.

### Женщины
| Спортсмен       | Дисциплина          | Квалификация | Квалификация | Квалификация | Квалификация | Квалификация | Квалификация | Финал                 | Финал                 | Финал                 | Финал                 | Финал                 | Финал                 |
| Спортсмен       | Дисциплина          | Снаряды      | Снаряды      | Снаряды      | Снаряды      | Всего        | Место        | Снаряды               | Снаряды               | Снаряды               | Снаряды               | Всего                 | Место                 |
| Спортсмен       | Дисциплина          | ОП           | РБ           | Б            | В            | Всего        | Место        | ОП                    | РБ                    | Б                     | В                     | Всего                 | Место                 |
| --------------- | ------------------- | ------------ | ------------ | ------------ | ------------ | ------------ | ------------ | --------------------- | --------------------- | --------------------- | --------------------- | --------------------- | --------------------- |
| Соня Артамонова | Многоборье          | 13,000       | 12,333       | 12,966       | 12,300       | 50,599       | 46           | завершила выступление | завершила выступление | завершила выступление | завершила выступление | завершила выступление | завершила выступление |
| Соня Артамонова | Разновысокие брусья | —            | 12,333       | —            | —            | —            | 61           | завершила выступление | завершила выступление | завершила выступление | завершила выступление | завершила выступление | завершила выступление |
| Соня Артамонова | Бревно              | —            | —            | 12,1966      | —            | —            | 38           | завершила выступление | завершила выступление | завершила выступление | завершила выступление | завершила выступление | завершила выступление |
| Соня Артамонова | Вольные упражнения  | —            | —            | —            | 12,300       | —            | 62           | завершила выступление | завершила выступление | завершила выступление | завершила выступление | завершила выступление | завершила выступление |

## Гольф
Чехия получила два места в женские соревнования по гольфу в соответствии с рейтингом IGF.
| Сопртсмен      | Категория | Раунд 1 | Раунд 2 | Раунд 3 | Раунд 4 | Итого | Итого | Итого |
| Сопртсмен      | Категория | Счет    | Счет    | Счет    | Счет    | Счет  | К пар | Место |
| -------------- | --------- | ------- | ------- | ------- | ------- | ----- | ----- | ----- |
| Клара Шпилкова | Женщины   | 77      | 73      | 70      | 76      | 296   | +8    | 41    |
| Сара Коускова  | Женщины   | 73      | 77      | 79      | 77      | 306   | +18   | =55   |

## Гребля на байдарках и каноэ

### Гладкая вода
Чехия завоевала право выставить четыре лодки в мужские соревнования на гладкой воде на Чемпионате мира по гребле на байдарках и каноэ в Дуйсбурге, Германия и одну лодку по итогам Европейской квалификационной регаты 2024 года в Сегеде, Венгрия.
Мужчины
| Спортсмен                 | Дисциплина               | Заезды  | Заезды | Четвертьфиналы | Четвертьфиналы | Полуфиналы | Полуфиналы | Финалы     | Финалы |
| Спортсмен                 | Дисциплина               | Время   | Место  | Время          | Место          | Время      | Место      | Время      | Место  |
| ------------------------- | ------------------------ | ------- | ------ | -------------- | -------------- | ---------- | ---------- | ---------- | ------ |
| Йосеф Досталь             | Байдарка-одиночка 1000 м | 3.37,83 | 2 SF   | —              | —              | 3.29,05    | 3 FA       | 3.24,07    | 1      |
| Якуб Шпикар Даниэль Гавел | Байдарка-двойка 500 м    | 1.29,73 | 3 QF   | 1.28,36        | 1 SF           | 1.28,71    | 3 FA       | 1.29,29    | 7      |
| Мартин Фукса              | Каноэ-одиночка 1000 м    | 3.50,39 | 1 SF   | —              | —              | 3.44,69    | 1 FA       | 3.43,16 OB | 1      |
| Мартин Фукса Петр Фукса   | Каноэ-двойка 500 м       | 1.41,49 | 3 QF   | 1.41,02        | 3 SF           | 1.42,69    | 4 FA       | 1.41,83    | 7      |

Женщины
| Спортсмен       | Дисциплина              | Заезды  | Заезды | Четвертьфиналы | Четвертьфиналы | Полуфиналы | Полуфиналы | Финалы  | Финалы |
| Спортсмен       | Дисциплина              | Время   | Место  | Время          | Место          | Время      | Место      | Время   | Место  |
| --------------- | ----------------------- | ------- | ------ | -------------- | -------------- | ---------- | ---------- | ------- | ------ |
| Анешка Палудова | Байдарка-одиночка 500 м | 1.51,90 | 3 QF   | 1.49,43        | 1 SF           | 1.51,47    | 4 FB       | 1.54,31 | 15     |

### Гребной слалом
Чехия завоевала на Чемпионате мира по гребному слалому в Лондоне, Великобритания максимальную квоту на участие в олимпийских соревнованиях по гребному слалому, получив право выставить по одной лодке в мужских и женских соревнованиях на байдарках и каноэ, а также автоматически в кроссе на байдарках у мужчин и женщин.
Мужчины
| Спортсмен     | Дисциплина        | Заезды    | Заезды | Заезды    | Заезды | Заезды       | Заезды | Полуфинал | Полуфинал | Финал | Финал |
| Спортсмен     | Дисциплина        | 1 попытка | Место  | 2 попытка | Место  | Лучшее время | Место  | Время     | Место     | Время | Место |
| ------------- | ----------------- | --------- | ------ | --------- | ------ | ------------ | ------ | --------- | --------- | ----- | ----- |
| Иржи Прскавец | Байдарка-одиночка | 83,74     | 2      | 84,90     | 2      | 83,74        | 2 SF   | 92,53     | 6 F       | 91,74 | 8     |
| Лукаш Роган   | Каноэ-одиночка    | 95,63     | 10     | 97,74     | 8      | 95,63        | 12 SF  | 101,54    | 10 F      | 98,09 | 6     |

Женщины
| Спортсмен         | Дисциплина        | Заезды    | Заезды | Заезды    | Заезды | Заезды       | Заезды | Полуфинал | Полуфинал | Финал                 | Финал                 |
| Спортсмен         | Дисциплина        | 1 попытка | Место  | 2 попытка | Место  | Лучшее время | Место  | Время     | Место     | Время                 | Место                 |
| ----------------- | ----------------- | --------- | ------ | --------- | ------ | ------------ | ------ | --------- | --------- | --------------------- | --------------------- |
| Антония Галушкова | Байдарка-одиночка | 96,42     | 6      | 94,49     | 5      | 94,49        | 5 SF   | 155,66    | 21        | завершила выступление | завершила выступление |
| Габриэла Саткова  | Каноэ-одиночка    | 99,44     | 1      | 106,54    | 7      | 99,44        | 1 SF   | 105,55    | 1 F       | 114,22                | 7                     |

Кросс на байдарках
| Спортсмен         | Категория | Квалиф. время | Место | 1 круг | Утеш. заезды | 2 круг | Четвертьфиналы        | Полуфиналы            | Финал                 | Место |
| ----------------- | --------- | ------------- | ----- | ------ | ------------ | ------ | --------------------- | --------------------- | --------------------- | ----- |
| Иржи Прскавец     | Мужчины   | 71,71         | 21    | 3 R    | 1 Q          | 2 Q    | 3                     | завершил выступление  | завершил выступление  | 11    |
| Лукаш Роган       | Мужчины   | 69,80         | 15    | 2 Q    | —            | 2 Q    | 2 Q                   | 2 Q FA                | 4                     | 4     |
| Антония Галушкова | Женщины   | 73,75         | 11    | 1 Q    | —            | 4      | завершила выступление | завершила выступление | завершила выступление | 25    |
| Тереза Фишерова   | Женщины   | 81,17         | 33    | 3 R    | 1 Q          | 3      | завершила выступление | завершила выступление | завершила выступление | 23    |

## Дзюдо
Чехия получила по рейтингу IJF два места в мужских и одно место в женских соревнованиях.
| Спортсмен      | Категория            | 1/16 финала                        | 1/8 финала              | Четвертьфиналы        | Полуфиналы            | Утеш. поединки        | Финал / За 3 место    | Финал / За 3 место    |
| Спортсмен      | Категория            | Соперник Результат                 | Соперник Результат      | Соперник Результат    | Соперник Результат    | Соперник Результат    | Соперник Результат    | Место                 |
| -------------- | -------------------- | ---------------------------------- | ----------------------- | --------------------- | --------------------- | --------------------- | --------------------- | --------------------- |
| Давид Кламмерт | Мужчины до 90 кг     | FRAМаксим-Гаэль Нгаяп Амбу П 00–10 | завершил выступление    | завершил выступление  | завершил выступление  | завершил выступление  | завершил выступление  | завершил выступление  |
| Лукаш Крпалек  | Мужчины свыше 100 кг | NEDЙелле Сниппе В 10–00            | JPNТацуру Саито П 00–10 | завершил выступление  | завершил выступление  | завершил выступление  | завершил выступление  | завершил выступление  |
| Рената Захова  | Женщины до 63 кг     | HUNСофи Озбаш П 00–01              | завершила выступление   | завершила выступление | завершила выступление | завершила выступление | завершила выступление | завершила выступление |

## Конный спорт
Чехия получила два места в личных соревнованиях в троеборье: одно в соответствии с олимпийским рейтингом FEI и одно как дополнительное.

### Троеборье
| Спортсмен         | Лошадь        | Дисциплина    | Выездка | Выездка | Кросс | Кросс  | Кросс | Конкур               | Конкур               | Конкур               | Конкур               | Конкур               | Конкур               | Всего                | Всего                |
| Спортсмен         | Лошадь        | Дисциплина    | Выездка | Выездка | Кросс | Кросс  | Кросс | Квалификация         | Квалификация         | Квалификация         | Финал                | Финал                | Финал                | Всего                | Всего                |
| Спортсмен         | Лошадь        | Дисциплина    | Штраф   | Место   | Штраф | Всего  | Место | Штраф                | Всего                | Место                | Штраф                | Всего                | Место                | Штраф                | Место                |
| ----------------- | ------------- | ------------- | ------- | ------- | ----- | ------ | ----- | -------------------- | -------------------- | -------------------- | -------------------- | -------------------- | -------------------- | -------------------- | -------------------- |
| Мирослав Трунда   | Shutterflyke  | Личный турнир | 53,00   | 63      | 72,00 | 125,00 | 56    | 30,00                | 155,00               | 50                   | завершил выступление | завершил выступление | завершил выступление | завершил выступление | завершил выступление |
| Мирослав Пржигода | Ferreolus Lat | Личный турнир | 35,70   | 45      | DSQ   | DSQ    | DSQ   | завершил выступление | завершил выступление | завершил выступление | завершил выступление | завершил выступление | завершил выступление | завершил выступление | завершил выступление |

## Легкая атлетика
Чешские легкоатлеты выполнили нормативы для участия в Играх 2024 года, пройдя прямую квалификацию или по мировому рейтингу, в следующих соревнованиях (максимум по 3 спортсмена в каждом):
Беговые дисциплины
Мужчины
| Спортсмен      | Дисциплина  | Забеги    | Забеги | Утеш. забеги | Утеш. забеги | Полуфиналы           | Полуфиналы           | Финал                | Финал                |
| Спортсмен      | Дисциплина  | Результат | Место  | Результат    | Место        | Результат            | Место                | Результат            | Место                |
| -------------- | ----------- | --------- | ------ | ------------ | ------------ | -------------------- | -------------------- | -------------------- | -------------------- |
| Ондржей Мацик  | 200 м       | 21,04     | 6 R    | 21,14        | 5            | завершил выступление | завершил выступление | завершил выступление | завершил выступление |
| Эдуард Кубелик | 200 м       | 21,14     | 8 R    | 21,20        | 6            | завершил выступление | завершил выступление | завершил выступление | завершил выступление |
| Томаш Немейц   | 200 м       | 21,03     | 7 R    | 20,84        | 5            | завершил выступление | завершил выступление | завершил выступление | завершил выступление |
| Матей Крсек    | 400 м       | 45,71     | 8 R    | 45,53        | 2            | завершил выступление | завершил выступление | завершил выступление | завершил выступление |
| Якуб Дудыха    | 800 м       | 1.45,62   | 4 R    | 1.49,94      | 7            | завершил выступление | завершил выступление | завершил выступление | завершил выступление |
| Вит Мюллер     | 400 м с/б   | 49,44     | 6 R    | 48,96        | 3            | завершил выступление | завершил выступление | завершил выступление | завершил выступление |
| Томаш Хабарта  | 3000 м с/пр | DNF       | DNF    | —            | —            | —                    | —                    | завершил выступление | завершил выступление |

Женщины
| Спортсмен             | Дисциплина   | Забеги    | Забеги | Утеш. забеги | Утеш. забеги | Полуфиналы            | Полуфиналы            | Финал                 | Финал                 |
| Спортсмен             | Дисциплина   | Результат | Место  | Результат    | Место        | Результат             | Место                 | Результат             | Место                 |
| --------------------- | ------------ | --------- | ------ | ------------ | ------------ | --------------------- | --------------------- | --------------------- | --------------------- |
| Каролина Манасова     | 100 м        | 11,11     | 4 q    | —            | —            | 11,35                 | 8                     | завершила выступление | завершила выступление |
| Лада Вондрова         | 400 м        | 51,80     | 5 R    | 52,15        | 5            | завершила выступление | завершила выступление | завершила выступление | завершила выступление |
| Лурдес Глория Мануэль | 400 м        | 52,20     | 6 R    | 50,81        | 3 q          | 51,42                 | 8                     | завершила выступление | завершила выступление |
| Тереза Петржилкова    | 400 м        | 51,92     | 7 R    | 51,46        | 4            | завершила выступление | завершила выступление | завершила выступление | завершила выступление |
| Кристина Саcинек Мяки | 1500 м       | 4.06,07   | 7 R    | 4.07,80      | 5            | завершила выступление | завершила выступление | завершила выступление | завершила выступление |
| Николета Йихова       | 400 м с/б    | 55,45     | 5 R    | 55,31        | 4            | завершила выступление | завершила выступление | завершила выступление | завершила выступление |
| Моира Стевартова      | Марафон      | —         | —      | —            | —            | —                     | —                     | 2.38,07               | 66                    |
| Тереза Грохова        | Марафон      | —         | —      | —            | —            | —                     | —                     | 2.30,00               | 26                    |
| Элишка Мартинкова     | Ходьба 20 км | —         | —      | —            | —            | —                     | —                     | 1.32,30               | 27                    |

Микст
| Спортсмен                    | Дисциплина      | Забеги    | Забеги | Финал     | Финал |
| Спортсмен                    | Дисциплина      | Результат | Место  | Результат | Место |
| ---------------------------- | --------------- | --------- | ------ | --------- | ----- |
| Вит Главач Элишка Мартинкова | Ходьба эстафета | —         | —      | DNF       | DNF   |

Технические дисциплины
Мужчины
| Спортсмен           | Дисциплина      | Полуфиналы | Полуфиналы | Финал                | Финал                |
| Спортсмен           | Дисциплина      | Результат  | Место      | Результат            | Место                |
| ------------------- | --------------- | ---------- | ---------- | -------------------- | -------------------- |
| Ян Штефела          | Прыжки в высоту | 2,24       | =9 q       | 2,22                 | 9                    |
| Давид Голы          | Прыжки с шестом | 5,60       | =20        | завершил выступление | завершил выступление |
| Матей Шчерба        | Прыжки с шестом | 5,40       | =23        | завершил выступление | завершил выступление |
| Радек Юшка          | Прыжки в длину  | 8,15       | 2 Q        | 7,83                 | 10                   |
| Петр Мейндльшмид    | Прыжки в длину  | 6,97       | 30         | завершил выступление | завершил выступление |
| Томаш Станек        | Толкание ядра   | 21,61      | 2 Q        | 20,37                | 10                   |
| Патрик Гаек         | Метание молота  | 68,80      | 31         | завершил выступление | завершил выступление |
| Володимир Мыслывчик | Метание молота  | 73,84      | 16         | завершил выступление | завершил выступление |
| Якуб Вадлейх        | Метание копья   | 85,63      | 7 Q        | 88,50                | 4                    |

Женщины
| Спортсмен          | Дисциплина      | Полуфиналы | Полуфиналы | Финал                 | Финал                 |
| Спортсмен          | Дисциплина      | Результат  | Место      | Результат             | Место                 |
| ------------------ | --------------- | ---------- | ---------- | --------------------- | --------------------- |
| Михаэла Грубая     | Прыжки в высоту | 1,88       | =15        | завершила выступление | завершила выступление |
| Амалия Швабикова   | Прыжки с шестом | 4,55       | =1 Q       | 4,80 NR               | 5                     |
| Никола Огродникова | Метание копья   | 61,16      | 11 q       | 63,68                 | 3                     |
| Петра Cичакова     | Метание копья   | 60,47      | 14         | завершила выступление | завершила выступление |

## Настольный теннис
Чехия завоевала одно место в женских индивидуальных соревнованиях согласно рейтингу ITTF.
| Спортсмен     | Дисциплина     | 1/32 финала         | 1/16 финала           | 1/8 финала            | Четвертьфиналы        | Полуфиналы            | Финал / За 3 место    | Финал / За 3 место    |
| Спортсмен     | Дисциплина     | Соперник Результат  | Соперник Результат    | Соперник Результат    | Соперник Результат    | Соперник Результат    | Соперник Результат    | Место                 |
| ------------- | -------------- | ------------------- | --------------------- | --------------------- | --------------------- | --------------------- | --------------------- | --------------------- |
| Хана Мателова | Женщины личное | MONСяосинь Ян В 4–2 | NEDБритт Эрланд П 3–4 | завершила выступление | завершила выступление | завершила выступление | завершила выступление | завершила выступление |

## Парусный спорт
Чехия завоевала право выставить по одной лодке (яхте) в нижеследующих классах судов по результатам регаты «Последний шанс» 2024 года в Йере, Франция.
Гонки с выбыванием
| Спортсмен        | Дисциплина     | Открытые серии | Открытые серии | Открытые серии | Открытые серии | Открытые серии | Открытые серии | Открытые серии | Открытые серии | Открытые серии | Открытые серии | Открытые серии | Открытые серии | Открытые серии | Открытые серии | Открытые серии | Открытые серии | Открытые серии | Открытые серии | 1/4 финала | Полуфинал             | Полуфинал             | Полуфинал             | Полуфинал             | Полуфинал             | Полуфинал             | Полуфинал             | Полуфинал             | Финал                 | Финал                 | Финал                 | Финал                 | Финал                 | Финал                 | Финал                 | Финал                 |
| Спортсмен        | Дисциплина     | 1              | 2              | 3              | 4              | 5              | 6              | 7              | 8              | 9              | 10             | 11             | 12             | 13             | 14             | 15             | 16             | Сумма          | Место          | Место      | 1                     | 2                     | 3                     | 4                     | 5                     | 6                     | Всего побед           | Место                 | 1                     | 2                     | 3                     | 4                     | 5                     | 6                     | Всего побед           | Место                 |
| ---------------- | -------------- | -------------- | -------------- | -------------- | -------------- | -------------- | -------------- | -------------- | -------------- | -------------- | -------------- | -------------- | -------------- | -------------- | -------------- | -------------- | -------------- | -------------- | -------------- | ---------- | --------------------- | --------------------- | --------------------- | --------------------- | --------------------- | --------------------- | --------------------- | --------------------- | --------------------- | --------------------- | --------------------- | --------------------- | --------------------- | --------------------- | --------------------- | --------------------- |
| Катерина Швикова | Женщины IQFoil | 8              | 8              | 18             | 10             | 6              | 7              | 13             | 3              | 14             | 8              | 15             | 5              | 19             | 4              | —              | —              | 101            | 5 QF           | 6          | завершила выступление | завершила выступление | завершила выступление | завершила выступление | завершила выступление | завершила выступление | завершила выступление | завершила выступление | завершила выступление | завершила выступление | завершила выступление | завершила выступление | завершила выступление | завершила выступление | завершила выступление | завершила выступление |

Медальные гонки
| Спортсмен                    | Дисциплина      | Гонка | Гонка | Гонка | Гонка | Гонка | Гонка | Гонка | Гонка | Гонка | Гонка | Гонка | Гонка | Гонка | Баллы | Место |
| Спортсмен                    | Дисциплина      | 1     | 2     | 3     | 4     | 5     | 6     | 7     | 8     | 9     | 10    | 11    | 12    | M*    | Баллы | Место |
| ---------------------------- | --------------- | ----- | ----- | ----- | ----- | ----- | ----- | ----- | ----- | ----- | ----- | ----- | ----- | ----- | ----- | ----- |
| София Бурска Сара Ткадлецова | Женщины 49-й FX | 11    | 13    | 7     | 2     | 20    | 15    | 16    | 19    | 18    | 19    | 18    | 16    | EL    | 154   | 19    |

M = Медальная гонка; EL = Выбыл — не участвовал в медальной гонке

## Плавание
Чешские пловцы выполнили требования для участия в восьми дисциплинах плавательного турнира Олимпиады и получили два универсальных места.
Мужчины
| Спортсмен       | Дисциплина          | Заплывы | Заплывы | Полуфиналы           | Полуфиналы           | Финал                | Финал                |
| Спортсмен       | Дисциплина          | Время   | Место   | Время                | Место                | Время                | Место                |
| --------------- | ------------------- | ------- | ------- | -------------------- | -------------------- | -------------------- | -------------------- |
| Даниэль Грацик  | 100 м вольный стиль | 49,65   | 39      | завершил выступление | завершил выступление | завершил выступление | завершил выступление |
| Даниэль Грацик  | 100 м баттерфляй    | 52,61   | 27      | завершил выступление | завершил выступление | завершил выступление | завершил выступление |
| Мирослав Кнедла | 100 м на спине      | 53,41   | 10 Q    | 53,44                | 12                   | завершил выступление | завершил выступление |
| Мартин Страка   | 10 км открытая вода | —       | —       | —                    | —                    | 1:57.52,9            | 20                   |

Женщины
| Спортсмен        | Дисциплина          | Заплывы | Заплывы | Полуфиналы            | Полуфиналы            | Финал                 | Финал                 |
| Спортсмен        | Дисциплина          | Время   | Место   | Время                 | Место                 | Время                 | Место                 |
| ---------------- | ------------------- | ------- | ------- | --------------------- | --------------------- | --------------------- | --------------------- |
| Барбора Симанова | 100 м вольный стиль | 54,66   | 17 Q    | 53,94                 | 13                    | завершила выступление | завершила выступление |
| Барбора Симанова | 200 м вольный стиль | 1.57,02 | 10 Q    | 1.56,06               | 6 Q                   | 1.55,47               | 6                     |
| Барбора Симанова | 100 м баттерфляй    | 57,50   | 9 Q     | 57,64                 | 12                    | завершила выступление | завершила выступление |
| Барбора Симанова | 200 м комплекс      | 2.13,47 | 22      | завершила выступление | завершила выступление | завершила выступление | завершила выступление |
| Кристина Горска  | 100 м брасс         | 1.08,96 | 28      | завершила выступление | завершила выступление | завершила выступление | завершила выступление |
| Кристина Горска  | 200 м брасс         | 2.26,28 | 16 Q    | 2.25,77               | 15                    | завершила выступление | завершила выступление |

## Пляжный волейбол
Чешская мужская пара квалифицировалась в олимпийский турнир, выиграв Чемпионат мира по пляжному волейболу 2023 года в Тласкале, Мексика. Чешская женская пара завоевала место в олимпийском турнире, заняв второе место на Кубке CEV для Европы 2024 года в Юрмале, Латвия.
| Спортсмены                            | Категория | Предварительный раунд                            | Предварительный раунд                                | Предварительный раунд                                   | Предварительный раунд | Стыковые матчи                                                  | 1/8 финала                                     | Четвертьфиналы        | Полуфиналы            | Финал / Матч за 3 место | Место                 |
| Спортсмены                            | Категория | Соперник Счёт                                    | Соперник Счёт                                        | Соперник Счёт                                           | Место                 | Соперник Счёт                                                   | Соперник Счёт                                  | Соперник Счёт         | Соперник Счёт         | Соперник Счёт           | Место                 |
| ------------------------------------- | --------- | ------------------------------------------------ | ---------------------------------------------------- | ------------------------------------------------------- | --------------------- | --------------------------------------------------------------- | ---------------------------------------------- | --------------------- | --------------------- | ----------------------- | --------------------- |
| Ондрей Перушич Давид Швайнер          | Мужчины   | CANДэниел Диринг Сэм Шахтер В 2–0 (21–17, 21–19) | AUTЮлиан Хёрл Александер Хорст В 2–0 (21–18, 21–13)  | BRAЭвандро Оливейра Артур Ланси П 2–0 (18–21, 16–21)    | 2                     | —                                                               | NEDСтефан Бурманс Йорик де Грот П 18–21, 16–21 | завершили выступление | завершили выступление | завершили выступление   | завершили выступление |
| Барбора Германнова Мари-Сара Штохлова | Женщины   | USAСара Хьюз Келли Ченг П 0–2 (16–21, 11–21)     | GERСвенья Мюллер Цинья Тилльманн П 0–2 (17–21, 9–21) | FRAКлеманс Виейра Алин Шамро В 2–1 (21–13, 18–21, 15–9) | 3                     | CANМелисса Хумана-Паредес Брэнди Уилкерсон П 0–2 (15–21, 12–21) | завершили выступление                          | завершили выступление | завершили выступление | завершили выступление   | завершили выступление |

## Современное пятиборье
Чехия получила два места в мужские соревнования в соответствии с Мировым рейтингом UIPM И два места в женские соревнования: одно на Европейских играх 2023 года в Кракове, Польша и одно в результате перераспределения квот.
| Спортсмен        | Дисциплина     | Дисциплина | Фехтование (шпага до 1 укола) | Фехтование (шпага до 1 укола) | Фехтование (шпага до 1 укола) | Фехтование (шпага до 1 укола) | Плавание (200 м вольный стиль) | Плавание (200 м вольный стиль) | Плавание (200 м вольный стиль) | Конный спорт (конкур) | Конный спорт (конкур) | Конный спорт (конкур) | Конный спорт (конкур) | Комбинация: стрельба и бег (10 м пистолет)/(3200 м) | Комбинация: стрельба и бег (10 м пистолет)/(3200 м) | Комбинация: стрельба и бег (10 м пистолет)/(3200 м) | Сумма                 | Место                 |
| Спортсмен        | Дисциплина     | Дисциплина | ОР                            | Место                         | Баллы                         | БР                            | Время                          | Место                          | Баллы                          | Время                 | Штраф                 | Место                 | Баллы                 | Время                                               | Место                                               | Баллы                                               | Сумма                 | Место                 |
| ---------------- | -------------- | ---------- | ----------------------------- | ----------------------------- | ----------------------------- | ----------------------------- | ------------------------------ | ------------------------------ | ------------------------------ | --------------------- | --------------------- | --------------------- | --------------------- | --------------------------------------------------- | --------------------------------------------------- | --------------------------------------------------- | --------------------- | --------------------- |
| Мартин Влах      | Мужской турнир | Полуфинал  | 12–23                         | 32                            | 185                           | 2                             | 60,29                          | 0                              | 3                              | 300                   | 2.07,93               | 16                    | 295                   | 9.47,46                                             | 1                                                   | 713                                                 | 1495                  | 10                    |
| Мартин Влах      | Мужской турнир | Финал      | завершил выступление          | завершил выступление          | завершил выступление          | завершил выступление          | завершил выступление           | завершил выступление           | завершил выступление           | завершил выступление  | завершил выступление  | завершил выступление  | завершил выступление  | завершил выступление                                | завершил выступление                                | завершил выступление                                | завершил выступление  | завершил выступление  |
| Марек Гриц       | Мужской турнир | Полуфинал  | 10–25                         | 34                            | 175                           | 0                             | 59,73                          | 14                             | 12                             | 286                   | 2.00,60               | 6                     | 309                   | 10.16,03                                            | 8                                                   | 684                                                 | 1454                  | 14                    |
| Марек Гриц       | Мужской турнир | Финал      | завершил выступление          | завершил выступление          | завершил выступление          | завершил выступление          | завершил выступление           | завершил выступление           | завершил выступление           | завершил выступление  | завершил выступление  | завершил выступление  | завершил выступление  | завершил выступление                                | завершил выступление                                | завершил выступление                                | завершил выступление  | завершил выступление  |
| Люси Главачкова  | Женский турнир | Полуфинал  | 16–19                         | 22                            | 205                           | 2                             | 62,24                          | 0                              | 1                              | 300                   | 2.19,46               | 11                    | 272                   | 11.24,77                                            | 4                                                   | 616                                                 | 1395                  | 6 Q                   |
| Люси Главачкова  | Женский турнир | Финал      | 16–19                         | 22                            | 205                           | 4                             | 59,85                          | 7                              | 11                             | 293                   | 2.20,54               | 13                    | 269                   | 11.08,44                                            | 6                                                   | 632                                                 | 1403                  | 10                    |
| Вероника Новотна | Женский турнир | Полуфинал  | 22–13                         | 4                             | 235                           | 2                             | 57,70                          | 7                              | 12                             | 293                   | 2.20,97               | 13                    | 269                   | 13.03,98                                            | 18                                                  | 517                                                 | 1316                  | 14                    |
| Вероника Новотна | Женский турнир | Финал      | завершила выступление         | завершила выступление         | завершила выступление         | завершила выступление         | завершила выступление          | завершила выступление          | завершила выступление          | завершила выступление | завершила выступление | завершила выступление | завершила выступление | завершила выступление                               | завершила выступление                               | завершила выступление                               | завершила выступление | завершила выступление |

## Спортивное скалолазание
Чехия завоевала одно место в мужской комбинации боулдеринга и лазания на трудность по итогам Олимпийской квалификационной серии.
Комбинация боулдеринга и лазания на трудность
| Спортсмен  | Категория | Квалификация | Квалификация | Квалификация | Квалификация | Квалификация | Квалификация | Финал      | Финал      | Финал     | Финал     | Финал | Финал |
| Спортсмен  | Категория | Боулдеринг   | Боулдеринг   | Трудность    | Трудность    | Всего        | Место        | Боулдеринг | Боулдеринг | Трудность | Трудность | Всего | Место |
| Спортсмен  | Категория | Результат    | Место        | Результат    | Место        | Всего        | Место        | Результат  | Место      | Результат | Место     | Всего | Место |
| ---------- | --------- | ------------ | ------------ | ------------ | ------------ | ------------ | ------------ | ---------- | ---------- | --------- | --------- | ----- | ----- |
| Адам Ондра | Мужчины   | 48,7         | 5            | 68,1         | 2            | 116,8        | 3 Q          | 24,1       | 7          | 96,0      | 1         | 120,1 | 6     |

## Стрельба
Чехия завоевала девять мест в олимпийский турнир стрелков на различных этапах отбора, включая Чемпионат мира по пулевой стрельбе 2022 года в Египте, Европейские игры 2023 года в Польше, Чемпионат мира по стендовой стрельбе 2022 года в Хорватии и Мировой олимпийский рейтинг. Еще три квоты Чехия получила благодаря квалификации стрелков в других дисциплинах согласно правилам ISSF.
Мужчины
| Спортсмен         | Дисциплина                            | Квалификация | Квалификация | Финал                | Финал                |
| Спортсмен         | Дисциплина                            | Баллы        | Место        | Баллы                | Место                |
| ----------------- | ------------------------------------- | ------------ | ------------ | -------------------- | -------------------- |
| Пётр Нимбурски    | Винтовка из трёх положений, 50 метров | 590-35x      | 8 Q          | 440,7                | 4                    |
| Иржи Прживратски  | Винтовка из трёх положений, 50 метров | 590-32x      | 9            | завершил выступление | завершил выступление |
| Иржи Прживратски  | Пневматическая винтовка, 10 метров    | 627,8        | 23           | завершил выступление | завершил выступление |
| Франтишек Сметана | Пневматическая винтовка, 10 метров    | 625,5        | 38           | завершил выступление | завершил выступление |
| Мартин Подграски  | Скорострельный пистолет, 25 метров    | 573-11x      | 27           | завершил выступление | завершил выступление |
| Матей Рампула     | Скорострельный пистолет, 25 метров    | 581-22x      | 14           | завершил выступление | завершил выступление |
| Матей Рампула     | Пневматический пистолет, 10 метров    | 571          | 23           | завершил выступление | завершил выступление |
| Иржи Липтак       | Трап                                  | 119          | 18           | завершил выступление | завершил выступление |
| Якуб Томечек      | Скит                                  | 121          | 12           | завершил выступление | завершил выступление |

Женщины
| Спортсмен           | Дисциплина                            | Квалификация | Квалификация | Финал                 | Финал                 |
| Спортсмен           | Дисциплина                            | Баллы        | Место        | Баллы                 | Место                 |
| ------------------- | ------------------------------------- | ------------ | ------------ | --------------------- | --------------------- |
| Вероника Блажичкова | Винтовка из трёх положений, 50 метров | 584-32x      | 16           | завершила выступление | завершила выступление |
| Вероника Блажичкова | Пневматическая винтовка, 10 метров    | 625,1        | 34           | завершила выступление | завершила выступление |
| Барбора Шумова      | Скит                                  | 114          | 22           | завершила выступление | завершила выступление |

Микст
| Спортсмен                            | Дисциплина                         | Квалификация | Квалификация | Финал                 | Финал                 |
| Спортсмен                            | Дисциплина                         | Баллы        | Место        | Баллы                 | Место                 |
| ------------------------------------ | ---------------------------------- | ------------ | ------------ | --------------------- | --------------------- |
| Иржи Прживратски Вероника Блажичкова | Пневматическая винтовка, 10 метров | 623,6        | 24           | завершили выступление | завершили выступление |
| Якуб Томечек Барбора Шумова          | Скит                               | 143          | 8            | завершили выступление | завершили выступление |

## Стрельба из лука
Чехия получила одно место на участие в женском личном турнире по результатам Чемпионата мира по стрельбе из лука 2023 года в Берлине, Германия и одно место в мужском личном турнире по результатам Финального квалификационного турнира 2024 года в Анталии, Турция. Квалифицировав по одному спортсмену обоего пола, Чехия автоматически получила право выставить команду в миксте.
| Спортсмен               | Дисциплина                        | Предварительный раунд | Предварительный раунд | 1/32 финала                      | 1/16 финала          | 1/8 финала            | Четвертьфиналы        | Полуфиналы            | Финал / За 3 место    | Финал / За 3 место    |
| Спортсмен               | Дисциплина                        | Результат             | Посев                 | Соперник Счет                    | Соперник Счет        | Соперник Счет         | Соперник Счет         | Соперник Счет         | Соперник Счет         | Место                 |
| ----------------------- | --------------------------------- | --------------------- | --------------------- | -------------------------------- | -------------------- | --------------------- | --------------------- | --------------------- | --------------------- | --------------------- |
| Адам Ли                 | Мужчины индивидуальное первенство | 627                   | 61                    | INDДхирадж Боммадевара П 1–7     | завершил выступление | завершил выступление  | завершил выступление  | завершил выступление  | завершил выступление  | завершил выступление  |
| Мария Горачкова         | Женщины индивидуальное первенство | 651                   | 31                    | UZBЗийодахон Абдусатторова В 6–2 | KORНам Су Хён П 3–7  | завершила выступление | завершила выступление | завершила выступление | завершила выступление | завершила выступление |
| Адам Ли Мария Горачкова | Микст команды                     | 1278                  | 25                    | —                                | —                    | завершили выступление | завершили выступление | завершили выступление | завершили выступление | завершили выступление |

## Теннис
Чехия получила два места в личный и одно место в парный турниры у мужчин по рейтингу ATP и четыре места в личный и два места в парный турниры у женщин по рейтингу WTA, а также одно место в миксте согласно суммарному олимпийскому рейтингу.
| Спортсмен                            | Дисциплина        | 1/32 финала                                 | 1/16 финала                                                 | 1/8 финала                                                | Четвертьфиналы                             | Полуфиналы                                           | Финал / За 3 место                               | Финал / За 3 место    |
| Спортсмен                            | Дисциплина        | Соперник Счёт                               | Соперник Счёт                                               | Соперник Счёт                                             | Соперник Счёт                              | Соперник Счёт                                        | Соперник Счёт                                    | Место                 |
| ------------------------------------ | ----------------- | ------------------------------------------- | ----------------------------------------------------------- | --------------------------------------------------------- | ------------------------------------------ | ---------------------------------------------------- | ------------------------------------------------ | --------------------- |
| Томаш Махач                          | Мужчины одиночный | CHNЧжан Чжичжэнь В 6–2, 4–6, 6–2            | GERАалександр Зверев П 3–6, 5–7                             | завершил выступление                                      | завершил выступление                       | завершил выступление                                 | завершил выступление                             | завершил выступление  |
| Якуб Меншик                          | Мужчины одиночный | KAZАлександр Шевченко В 6–3, 6–4            | USAТомми Пол П 3–6, 1–6                                     | завершил выступление                                      | завершил выступление                       | завершил выступление                                 | завершил выступление                             | завершил выступление  |
| Томаш Махач Адам Павласек            | Мужчины парный    | —                                           | GBRДжо Солсбери Нил Скупски В 6–4, 3–6, [10–8]              | CHIНиколас Ярри Алеханадро Табило В 5–7, 7–6(8–6), [10–4] | GERКевин Кравиц Тим Пюц В 3–6, 6–1, [10–5] | USAОстин Крайчек Раджив Рам П 2–6, 2–6               | USAТейлор Фриц Томми Пол П 3–6, 4–6              | 4                     |
| Каролина Мухова                      | Женщины одиночный | CANЛейла Фернандес П 1–6, 6–4, 2–6          | завершила выступление                                       | завершила выступление                                     | завершила выступление                      | завершила выступление                                | завершила выступление                            | завершила выступление |
| Барбора Крейчикова                   | Женщины одиночный | ESPСара Соррибес Тормо В 4–6, 6–0, 7–6(7–3) | CHNВан Синьюй В 6–2, 6–3                                    | UKRЭлина Свитолина В 7–6(7–5), 2–6, 6–4                   | SVKАнна Каролина Шмидлова П 4–6, 2–6       | завершила выступление                                | завершила выступление                            | завершила выступление |
| Катерина Синякова                    | Женщины одиночный | FRAКлара Бюрель П 6–7(3–7), 4–6             | завершила выступление                                       | завершила выступление                                     | завершила выступление                      | завершила выступление                                | завершила выступление                            | завершила выступление |
| Линда Носкова                        | Женщины одиночный | CHNВан Сиюй П 3–6, 3–6                      | завершила выступление                                       | завершила выступление                                     | завершила выступление                      | завершила выступление                                | завершила выступление                            | завершила выступление |
| Барбора Крейчикова Катерина Синякова | Женщины парный    | —                                           | TPEЧжань Хаоцин Латиша Чан В 6–4, 6–0                       | JPNСюко Аояма Эна Сибахара В 7–5, 6–4                     | AINМирра Андреева Диана Шнайдер П 1–6, 5–7 | завершили выступление                                | завершили выступление                            | завершили выступление |
| Каролина Мухова Линда Носкова        | Женщины парный    | —                                           | AINЕлена Александрова Елена Веснина В 2–6, 7–6(7–5), [10–6] | USAКори Гауфф Джессика Пегула В 2–6, 6–4, [10–5]          | TPEСе Шувэй Чиа И Цао В 1–6, 6–4,[14–12]   | ITAСара Эррани Жасмин Паолини П 3–6, 2–6             | ESPКристина Букша Сара Соррибес Тормо П 2–6, 2–6 | 4                     |
| Томаш Махач Катерина Синякова        | Микст             | —                                           | —                                                           | GERАлександр Зверев Лаура Зигемунд В 6–4, 7–5             | JPNКэй Нисикори Эна Сибахара В 7–5, 6–2    | CANФеликс Оже-Альяссим Габриэла Дабровски В 6–3, 6–3 | CHNЧжан Чжичжэнь Ван Синьюй В 6–2, 5–7, [10–8]   | 1                     |

## Триатлон
Чехия завоевала одно место в соревнования женщин на основании Индивидуального рейтинга World Triathlon.
Личное
| Спортсмен       | Категория | Время             | Время     | Время             | Время     | Время       | Время   | Место |
| Спортсмен       | Категория | Плавание (1,5 км) | Переход 1 | Велосипед (40 км) | Переход 2 | Бег (10 км) | Всего   | Место |
| --------------- | --------- | ----------------- | --------- | ----------------- | --------- | ----------- | ------- | ----- |
| Петра Куржикова | Женщины   | 24.02             | 0.57      | 1:00.40           | 0.30      | 34.53       | 2:01.02 | 29    |

## Тхэквондо
Чехия получила два места в женском турнире: одно по результатам Европейского квалификационного турнира 2024 года в Софии, Болгария и одно в результате перераспределения квот.
| Спортсмен        | Дисциплина          | 1/8 финала                       | Четвертьфиналы        | Полуфиналы            | Утеш. поединки        | Финал/За 3 место      | Финал/За 3 место      |
| Спортсмен        | Дисциплина          | Соперник Результат               | Соперник Результат    | Соперник Результат    | Соперник Результат    | Соперник Результат    | Место                 |
| ---------------- | ------------------- | -------------------------------- | --------------------- | --------------------- | --------------------- | --------------------- | --------------------- |
| Доминика Хронова | Женщины до 57 кг    | CANСкайлар Парк П 0–2 (2–6, 3–4) | завершила выступление | завершила выступление | завершила выступление | завершила выступление | завершила выступление |
| Петра Штолбова   | Женщины свыше 67 кг | KORЛи Да Бин П 0–2 (4–4, 2–3)    | завершила выступление | завершила выступление | завершила выступление | завершила выступление | завершила выступление |

## Тяжёлая атлетика
Чехия получила одно место в мужских соревнованиях в соответствии с олимпийским рейтингом IWF.
| Спортсмен     | Категория            | Рывок     | Рывок | Толчок    | Толчок | Всего | Место |
| Спортсмен     | Категория            | Результат | Место | Результат | Место  | Всего | Место |
| ------------- | -------------------- | --------- | ----- | --------- | ------ | ----- | ----- |
| Камиль Кучера | Мужчины свыше 102 кг | 110       | 11    | 140       | 11     | 250   | 11    |

## Фехтование
Чехия получила по рейтингу FEI право выставить команду и трех участников мужской шпаге и одно индивидуальное место в мужской рапире.
| Спортсмен                                     | Дисциплина            | 1/32 финала             | 1/16 финала                 | 1/8 финала             | Четвертьфинал        | Полуфинал            | Финал / За 3 место   | Финал / За 3 место   |
| Спортсмен                                     | Дисциплина            | Соперник Счет           | Соперник Счет               | Соперник Счет          | Соперник Счет        | Соперник Счет        | Соперник Счет        | Место                |
| --------------------------------------------- | --------------------- | ----------------------- | --------------------------- | ---------------------- | -------------------- | -------------------- | -------------------- | -------------------- |
| Иржи Беран                                    | Мужчины шпага         | —                       | FRAРомен Каннон П 8–15      | завершил выступление   | завершил выступление | завершил выступление | завершил выступление | завершил выступление |
| Якуб Юрка                                     | Мужчины шпага         | EGYМахмуд Мохсен В 15–8 | HUNГергей Шиклоши П 5–15    | завершил выступление   | завершил выступление | завершил выступление | завершил выступление | завершил выступление |
| Мартин Рубеш                                  | Мужчины шпага         | —                       | ITAДавиде де Вероли П 10–14 | завершил выступление   | завершил выступление | завершил выступление | завершил выступление | завершил выступление |
| Иржи Беран Якуб Юрка Мартин Рубеш Михал Чупр* | Мужчины шпага команды | —                       | —                           | —                      | Италия · В 43–38     | Япония · П 37–45     | Франция · В 43–41    | 3                    |
| Александр Шупенич                             | Мужчины рапира        | —                       | POLМихал Сис В 15–3         | ITAГийом Бьянки П 5–15 | завершил выступление | завершил выступление | завершил выступление | завершил выступление |

* – запасной участник